# Belasitsa (distrikt i Bulgarien)
Belasitsa (bulgariska: Беласица) är ett distrikt i Bulgarien.   Det ligger i kommunen Obsjtina Petritj och regionen Blagoevgrad, i den sydvästra delen av landet, 150 kilometer söder om huvudstaden Sofia.
Omgivningarna runt Belasitsa är en mosaik av jordbruksmark och naturlig växtlighet. Runt Belasitsa är det ganska tätbefolkat, med 80 invånare per kvadratkilometer.